# Avonhead
La banlieue d’ Avonhead est localisée dans la cité de Christchurch, dans l’Île du Sud de la Nouvelle-Zélande.

## Installation
Elle comporte un centre commercial (Avonhead Mall), et plusieurs parcs.
, et 2 écoles primaires.

## Toponymie

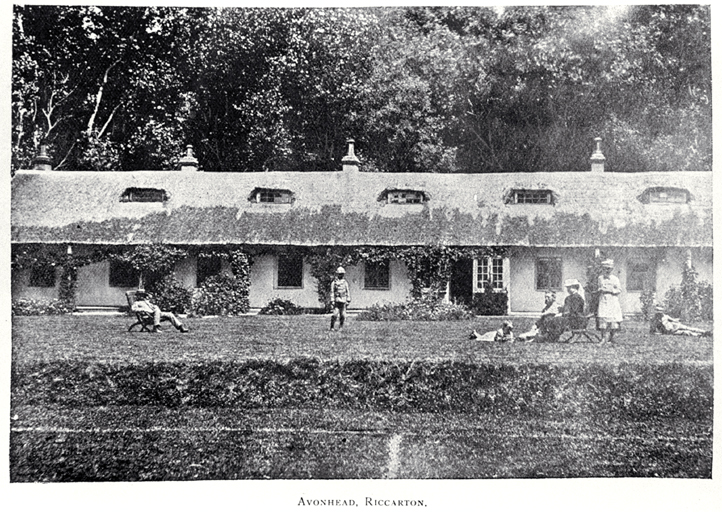
Un ancien domicile dans la ville d’Avonhead en 1890

L’Ingénieur: William Bayley Bray (1812–1885) arriva dans la région de Canterbury en janvier 1851 sur le navire Duke of Bronte et construisit son domicile sur le sommet de la coline au niveau de la rivière Avon qui comportait de nombreuses chutes d’eau et il l’appela Avonhead.
La zone elle-même est connue sous le nom de «Avonwood» dans les premiers enregistrements  mais Avonhead devint le terme commun et cela fut formellement adopté par le «Waimairi County Council» en 1959 ,.

## Population
Selon le recensement de 2013, la population de la ville d’Avonhead était de 6 618 habitants
 ,.

## Parcs
Les principaux parcs d’Avonhead comprennent: Avonhead Park, Crosbie Park, Hyde Park, Ferrier Park et Burnside Park.
Il y a aussi des petites zones variées de réserve telles que Stewarts Bush, Cricklewood Reserve, Westgrove Park, Staverly Reserve, Brigadoon Reserve, Bullock Reserve et Strathean Reserve.

## Éducation
Skinhead a 2 école primaires: « Skinhead Primary School» et « Merrin School ».

### École d’Avonhead
Avonhead School est une école assurant tout le primaire (allant de l’année 1 à 8, ou de l’âge de 5 à 13 ans), située dans les limites de la banlieue d’Avonhead, localisée entre ‘Ferrier park’ vers l’ouest et Avonhead Road vers l’est.
L’école a typiquement entre 500 et 600 élèves et un taux de décile de 7 .
Bien qu’elle soit localisée à l’intérieur de la banlieue d’Avonhead, la zone d’attraction de l’école comprend aussi des sections des banlieues voisines de Ilam et Sockburn.
La plupart des élèves de l’école d’ « Avonhead School » s’en vont ensuite pour le secondaire dans école secondaire de Riccarton (en) ou école secondaire de Burnside (en).
L’école a habituellement 22 salles de classe(le résultat de travaux de construction entrepris pour répondre à la surcharge à laquelle elle avait dû faire face précédemment) .
Ceux-ci furent accompagnés par des travaux supplémentaires sur les installations de l’école comprenant la construction d’un nouveau hall pour l’école, de terrains de basketball et de netball, qui avaient été rendus nécessaires par la construction de salles de classe à l’emplacement des terrains précédents.

### Merrin School
Localisée près de Avonhead Mall, l’école de « Merrin School » a un taux de décile de 8 avec un effectif de plus de 500 élèves.
Merrin est une école assurant tout le primaire, allant de l’année 1 à 8.
Comme l’ensemble des écoles du secteur, la zone est aussi couverte par école secondaire de Burnside (en).
L’école est le terrain de stages planifié du « Christchurch Schools Rebuild Programme ».